# آماتا کابوا
آماتا کابوا (انگلیسی: Amata Kabua; زاده ۱۷ نوامبر ۱۹۲۸ – درگذشته ۲۰ دسامبر ۱۹۹۶) سیاستمدار اهل جزایر مارشال بود. او از ۱۷ نوامبر ۱۹۷۹ تا ۲۰ دسامبر ۱۹۹۶ اولین رئیس‌جمهور این کشور را عهده‌دار بود.
آماتا کابوا در ۲۰ دسامبر ۱۹۹۶، در سن ۶۸ سالگی درگذشت.